# Triphysa dohrni
Triphysa dohrni är en fjärilsart som beskrevs av Philipp Christoph Zeller 1850. Triphysa dohrni ingår i släktet Triphysa och familjen praktfjärilar. Inga underarter finns listade i Catalogue of Life.